# الكواكب العلوية والسفلية
في النظام الشمسي، يقال إن الكوكب سفلي أو علوي (تسمى أيضا بالسيارة العليا (أو العَلَويّة) والسفلى، حيث أن «السيارة» يقصد بها الكواكب في عصرنا، في حين أن «الكوكب» كان يعني سابقًا نجم أو جرم فلكي عمومًا، و«النجم» كان يُعنى به في أغلب الأحيان عند الفلكيين القدماء بعنقود الثريا) بالنسبة لكوكب آخر إذا كان مداره يقع داخل مدار الكوكب الآخر حول الشمس. في هذه الحالة، يقال إن الكوكب الأخير علوي على الكوكب الأول. في الإطار المرجعي للأرض، الذي استخدمت فيه المصطلحات في الأصل، الكواكب السفلية هي عطارد والزهرة، بينما الكواكب العلوية هي المريخ والمشتري وزحل وأورانوس ونبتون. تعتبر الكواكب القزمة مثل سيريس أو بلوتو ومعظم الكويكبات «علوية» بمعنى أنها تدور جميعها تقريبًا خارج مدار الأرض.

## نبذة تاريخية
استُخدمت هذه المصطلحات في الأصل في علم الكونيات الخاص بمركزية الأرض لبطليموس للتمييز بين الكواكب السفلية (عطارد والزهرة) التي فَلَكي التدوير الخاصة بهما تقع على خط واحد مع الأرض والشمس، وباعتبارها أعلى من تلك الكواكب (المريخ والمشتري وزحل) التي ليست كذلك.
في القرن السادس عشر، تم عدل كوبرنيكوس المصطلحات، الذي رفض نموذج مركزية الأرض لبطليموس، لتمييز حجم مدار الكوكب بالنسبة لمدار الأرض.

## الكواكب في كل فئة
عندما تُذكر الأرض أو تُفترض أنها النقطة المرجعية:
- يشير مصطلح "الكوكب السفلي" إلى عطارد والزهرة، وهما أقرب إلى الشمس من الأرض.
- يشير مصطلح "الكوكب العلوي" إلى المريخ والمشتري وزحل وأورانوس ونبتون (أضيف الأخيران لاحقًا)، وهي أبعد عن الشمس من الأرض.

تُستخدم المصطلحات أحيانًا بشكل أكثر عمومية؛ على سبيل المثال، الأرض كوكب سفلي بالنسبة للمريخ.

### معلومات الكتب الكاملة
- أمين المعلوف (1935)، المعجم الفلكي: وهو يشمل الثوابت والكواكب السيارة والصور النجومية وبعض المصطلحات الفلكية (بالعربية والإنجليزية) (ط. 1)، القاهرة: دار الكتب والوثائق القومية، OCLC:1227681303، QID:Q125167999